# Karukh (huyện)
Karukh là một huyện thuộc tỉnh Herat, Afghanistan. Dân số thời điểm năm 2006 là 39,900 người. . Dân cư chủ yếu là người Tajik . Huyện này nổi tiếng với dâu tằm ngọt, nho, mơ và lựu. Hàng năm, hàng trăm du khách dành những ngày cuối tuần dọc theo sông Kohistan chảy vào hồ Surobi. Trong cuộc chiến chống Liên Xô, Kohistani là một trong những trụ sở chính của Mujahidin. Kohistan nằm ở cơ sở với các tỉnh Parwan và Panjshir. Jamal Aagha là một ngôi làng khác của Quận này.

## Địa lý
Hesa Duwum Kohistan là một quận mới được hình thành do sự phân chia của quận Kohistan.

## Lịch sử
Người Tajik Kohistani được coi là những nhóm có tổ chức tốt nhất và mạnh mẽ nhất chống lại sự chiếm đóng Kabul của người Anh vào năm 1879–1880 .